# Stibeutes infernalis
Stibeutes infernalis là một loài tò vò trong họ Ichneumonidae.